# Pyrwan Draganow
Pyrwan Draganow (bułg. Първан Драганов; ur. 4 lutego 1890 w Łomie, zm. 1 lutego 1945 w Sofii) – bułgarski wojskowy, polityk i dyplomata, minister spraw zagranicznych (1944).

## Życiorys
W 1909 ukończył szkołę wojskową w Sofii. Naukę kontynuował w akademii wojskowej w Niemczech. W czasie wojen bałkańskich (1912–1913) Draganow dowodził baterią w 4 pułku artylerii. W czasie I wojny światowej dowodził baterią w 11 pułku artylerii. Pod koniec wojny został odkomenderowany do służby na dworze. W latach 1920–1932 był adiutantem cara cara Borysa III. W 1932 objął stanowisko attaché wojskowego w Berlinie i sprawował je przez dwa lata. W 1934 powrócił do kraju i pracował w sztabie.
W 1935 pracował jako doradca w poselstwie bułgarskim w Paryżu. Rok później został ministrem pełnomocnym w Wiedniu, a w 1938 ministrem pełnomocnym w Berlinie. Funkcję tę pełnił do 1942. W latach 1942–1944 pełnił funkcję ministra pełnomocnego w Madrycie. W czerwcu 1944 objął stanowisko ministra spraw zagranicznych w rządzie Iwana Bagrianowa. Funkcję ministerialną sprawował do 2 września 1944.
Po przewrocie 8 września 1944 Draganow został uwięziony. Stanął przed trybunałem ludowym, który skazał go na śmierć. Stracony przez rozstrzelanie 1 lutego 1945. Sąd Najwyższy w 1996 zrehabilitował go i oczyścił ze stawianych zarzutów.